# Yves Gomy
 (janvier 2024).
Yves, Jean, Pierre Gomy, né le 2 juillet 1942 à Paris, est un enseignant français surtout connu en entomologie comme histéridologue ou histéridologiste (au choix),., c'est-à-dire un coléoptériste spécialisé dans l'étude de la famille des Histeridae. Sa découverte tardive du concept bouddhiste de coproduction conditionnée (toutes les choses sont en interactions et dépendent des autres pour exister : interdépendance et vacuité (śūnyatā) symbolisées par le ensō) conforte ses recherches sur la biodiversité entomique et renforce son désir de comprendre et de protéger les milieux naturels (biotopes). Pour être conforme à ses idées, il agit au sein de plusieurs organismes qui consacrent leurs activités à l'étude et à la protection de l'environnement. On lui doit également la publication de cinq recueils de poèmes inspirés par son épouse, la fuite du temps et son séjour aux Îles de l'océan Indien occidental : Mascareignes, Madagascar, Comores où il découvre aussi l'émission radiophonique de Stéphane Pizella: "Les nuits du bout du monde".

## Biographie
Il est l'aîné d'une famille de quatre enfants dont le père André Gomy (12 avril 1919 - 21 février 2001) et un oncle (Georges) étaient grands invalides de guerre (1939-1945) et officiers de la Légion d'honneur. Il grandit en banlieue parisienne et fait ses études primaires à Créteil et Fontenay-sous-Bois (CM2 à l'école élémentaire Jules Michelet) et ses études secondaires à Vincennes, Saint-Maur-des-Fossés (lycée d'Arsonval) et Paris. Il s'intéresse aux insectes dès la petite enfance. Cet intérêt se mue en passion à l'âge de 12 ans (classe de cinquième) grâce à son professeur de sciences naturelles : Monsieur Marois. Il obtient un baccalauréat « philo » au lycée Turgot de Paris en 1961 et entre la même année à l'école normale primaire d'Auteuil à Paris. Il se marie l'année suivante à Fontenay-sous-Bois (le 14 avril 1962) avec Colette Cordou avec qui il a eu deux fils (Yves né le 27 juin 1963, décédé le 14 avril 2025 et Alexandre né le 22 juin 1975). Il est volontaire militaire à l'aide technique (VAT) comme instituteur à La Réunion (1964-1966). Il y poursuit parallèlement des études supérieures à Saint-Denis (La Réunion) (Université de Provence Aix-Marseille I à cette époque) : DUEL (1969), licence de Lettres (1970) et maîtrise de zoogéographie à Montpellier en 1975 (Université Paul Valéry).

## Carrière d'enseignant (1961-2002)
Élève-maître à l'école normale primaire de Paris (Auteuil) en 1961 et 1962, il exerce ensuite deux années comme instituteur en Normandie (en poste-double avec Colette à Saint-Ouen-du-Breuil et Rosay (Seine-Maritime) puis à l'île de La Réunion (Saint-Gilles-les-Bains) à compter du 1er octobre 1964. Nommé professeur des collèges en 1970, il exerce successivement à Salazie et Sainte-Marie (La Réunion) puis, de retour en métropole (19 août 1973) au collège de Riez-la-Romaine (04) et au collège Vincent-d'Indy—devenu collège Germaine-Tillion depuis 2013 (avenue Vincent-d'Indy) dans le 12e arrondissement de Paris à la rentrée de 1978. Certifié d'histoire-géographie en 1989, il poursuit sa carrière à Vincent-d'Indy jusqu'en 1996 et la termine au collège Anatole-France de Sartilly, près de Granville (Manche). En congé de fin d'activité en 2000, il est retraité de l'Éducation Nationale le 1er août 2002.

## Entomologiste «Amateur»

### Spécialisation
Dès 1958 à 16 ans, il se spécialise dans l'étude systématique d'une petite famille de Coléoptères : les Histeridae. Ses maîtres Albert de Cooman (1880-1967) et Jean Thérond (1899-1987) ainsi que l'attention bienveillante et l'aide continuelle, amicale et efficace de Renaud Paulian lui permettent d'approfondir ses connaissances en étudiant plus particulièrement les micro-Histeridae des biotopes humifères à l'échelle mondiale ainsi que les peuplements insulaires. L'hexagone n'est pas oublié puisqu'on lui doit la mise à jour de la liste des Histeridae de la Manche. Membre de la Société entomologique de France (SEF) depuis le 23 novembre 1960, il en devient le président en 2006 et 2007. À ce titre, il organise un colloque sur le thème : « Aller à l'espèce en Entomologie, illusion ou nécessité ? ». Celui-ci se déroule les 23 et 24 novembre 2007 dans l'auditorium de la Grande galerie de l'Évolution du Muséum national d'histoire naturelle à Paris et regroupe 82 participants. Le compte rendu de ce colloque est publié dans les « Mémoires » de la SEF. La collection d'Histeridae de Yves Gomy est maintenant conservée à la ZSM de Munich (Zoologische Staatssammlung München).(Allemagne) (Muséum zoologique) de Munich..

### Voyages et missions

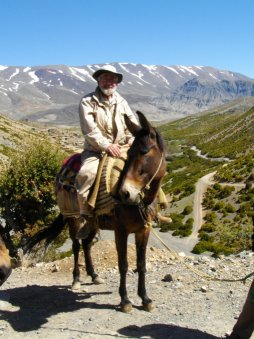
Yves Gomy en mai 2009 lors de son expédition à Tamjilt, dans le Moyen Atlas.

- Séjour à l'île de La Réunion d'octobre 1964 à août 1973 pendant lequel il participe à la RCP 225 du CNRS : « Étude des écosystèmes montagnards dans la région malgache » dirigée par R. Paulian[10]. Il y rencontre Haroun Tazieff en octobre 1972[11].
- Trois voyages d'études à l'île Maurice en janvier-février 1966, 1970 et 1971[10]. Il y fait la connaissance de Jean Vinson (1906-1966) et de Joseph Raymond Mamet qui deviendront et resteront ses amis[12].
- Trois voyages d'études à Madagascar en janvier-février 1967 (Est et Centre), janvier-février 1968 (Nord-Est, Nord et Nord-Ouest). Il y rencontre Jean Vadon (1904-1970), et juillet-août 1969 (le Sud)[10].
- Courtes escales entomologiques lors d'un retour en France en juillet-août 1968 à bord de l'un des derniers paquebots mixtes des Messageries maritimes le « Pierre Loti » (1952-1970 puis 1986 sous d'autres noms et pavillons grecs) : Le Port (Pointe-des-Galets), Tamatave, Mahajanga, Mutsamudu, Durban, Le Cap, Dakar et Marseille.
- Voyage aux îles Comores en août-septembre 1969 : Mayotte, Mohéli, Anjouan et la Grande Comore[10],[13].
- Mission à l'île Rodrigues du 8 au 14 mai 1972[10].
- Missions au Maroc (Moyen Atlas, l'Oriental, le Tafilalet et la côte ouest jusqu'à El Ouatia), du 20 avril au 20 mai 2009, du 26 mars au 25 avril 2010 et du 28 avril au 27 mai 2012 en compagnie de Harold Labrique, Abdellatif Janati Idrissi et Guy Chavanon dans le cadre de conventions entre le Muséum de Lyon et les universités de Fès et d'Oujda.
- Participe du 19 au 24 février 2012 à une réunion de spécialistes autour du projet de révision de la tribu des Exosternini (Coleoptera, Histeridae) au Muséum d'Histoire naturelle de Santa Barbara (Californie)[14].

Le matériel entomologique récolté de 1964 à 1973 (environ 25000 coléoptères) a fait l'objet de nombreuses notes, études et thèses qui ont considérablement augmenté notre connaissance de la faune de l'archipel des Mascareignes et du domaine insulaire de l'océan Indien occidental ,.

### Notes et travaux

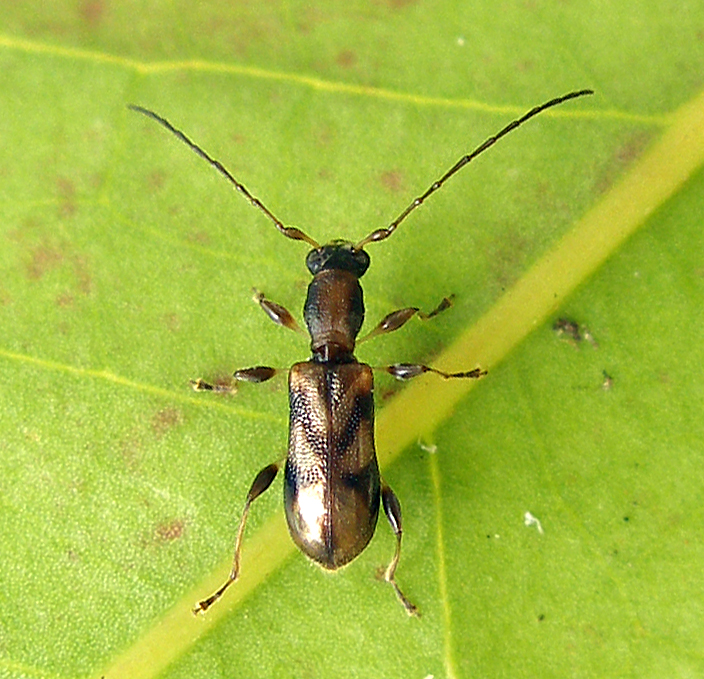
Spathuliger gomyi Villiers, 1970.

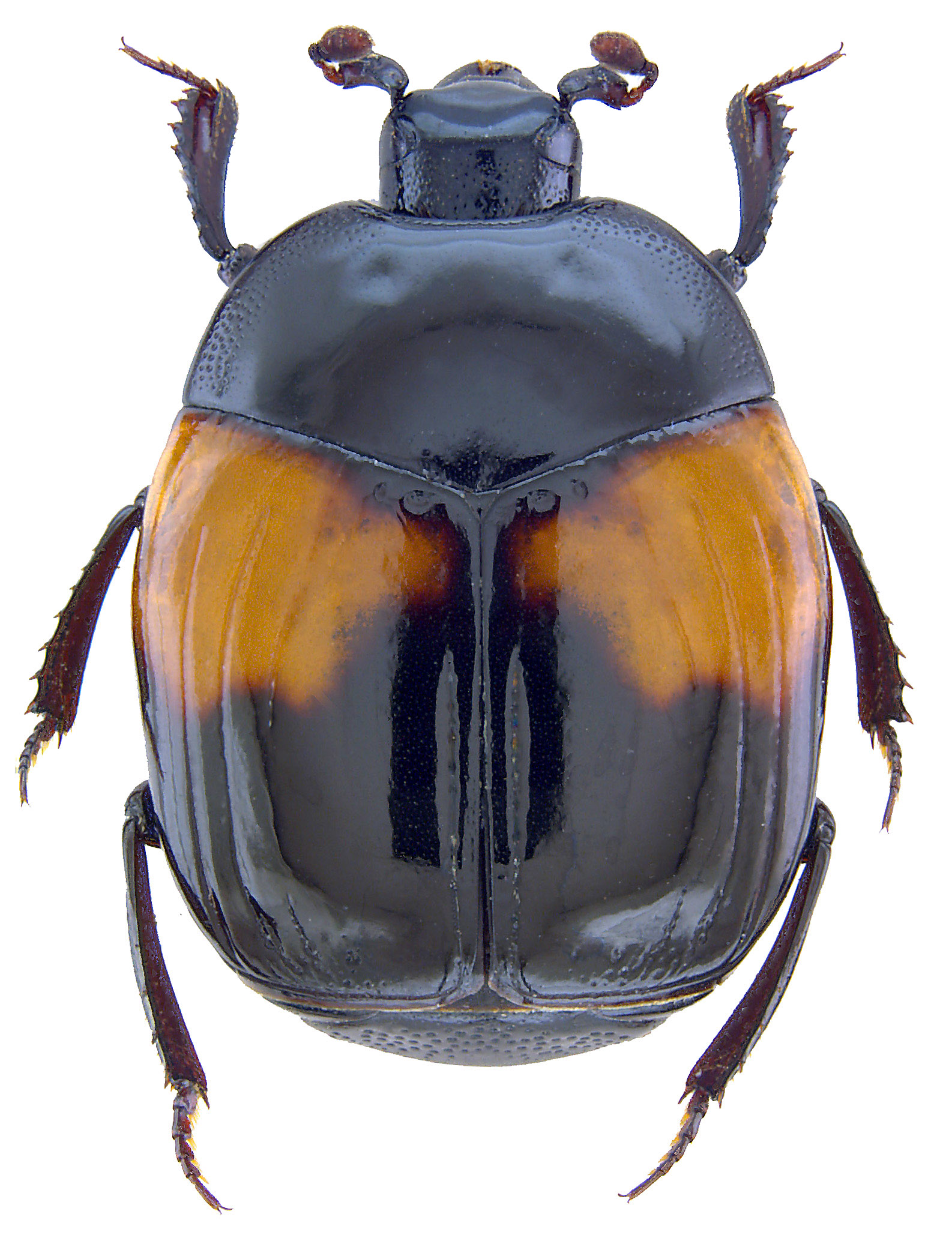
Asolenus julietteae Gomy, 2014.

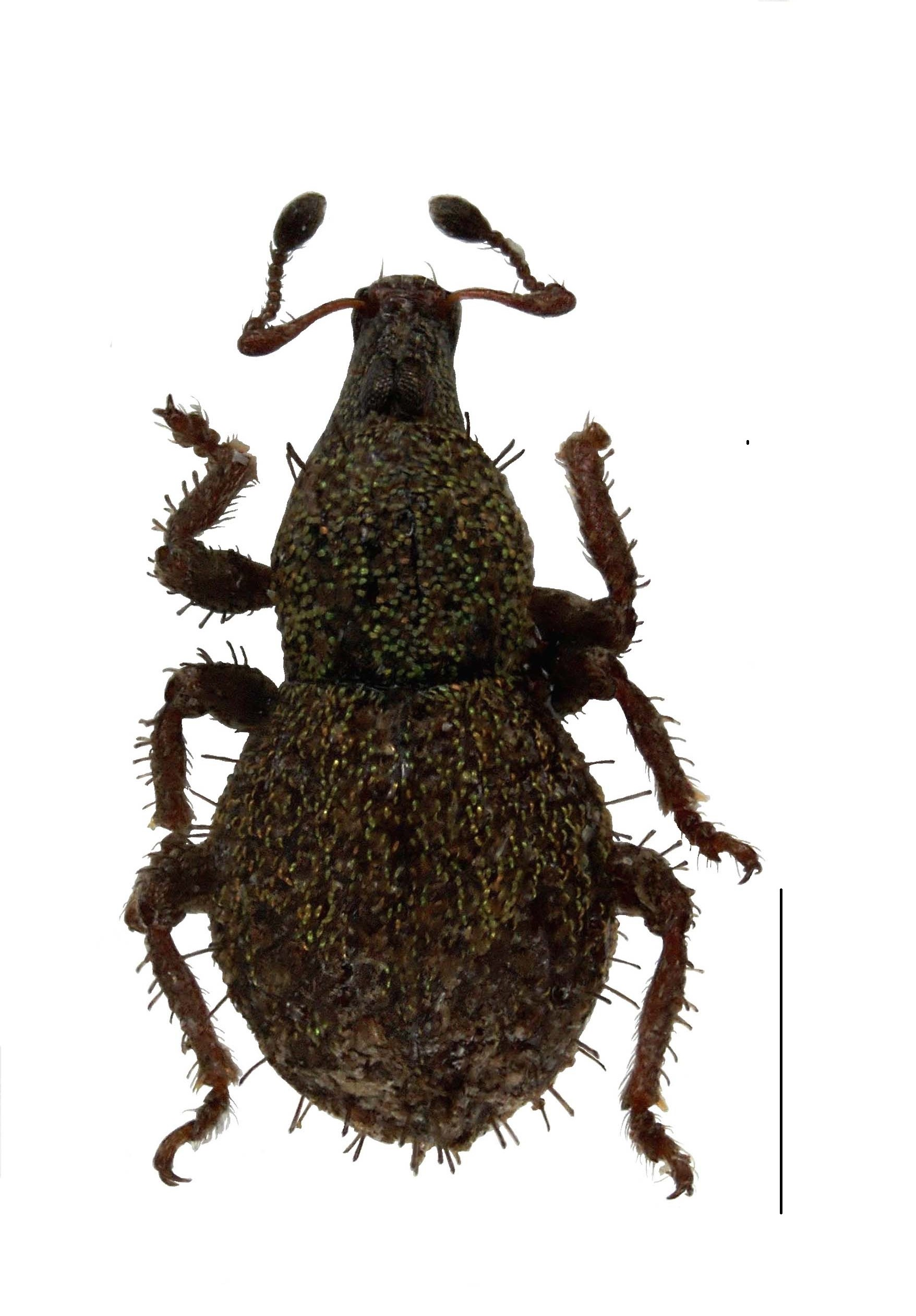
Habitus en vision dorsale de Syzygops gomyi femelle